# 軍艦島資料館
軍艦島資料館（ぐんかんじましりょうかん）は長崎県長崎市にある資料館。

## 概要
歴史
2003年（平成15年）に旧・野母崎町商工会青年部により町立の郷土資料館の半分を使用して開館。2015年（平成27年）に端島（通称:軍艦島）が世界文化遺産に登録されたのを契機に入館者数が増加したため、2016年（平成28年）に現在地に移転しリニューアルオープンした。
入館料
- 一般（15歳以上）- 200円
- 小中学生 - 100円

## 沿革
- 1977年（昭和52年）- 「野母崎町郷土資料館」が開設される。管理は野母崎町教育センターによる。
- 2003年（平成15年）12月15日 - 野母崎町商工会青年部により「軍艦島資料館」が開館。郷土資料館の半分（45㎡）を利用。
  - この時の所在地 - 西彼杵町野母崎町野母568番1号（野母崎総合運動公園管理棟の1室）
- 2008年（平成20年）12月13日 - リニューアルオープン。展示物を増設。
- 2009年（平成21年）4月 - 長崎市によってリニューアル工事が行われる。展示面積を90㎡に拡大。
- 2011年（平成23年）
  - 1月5日 - 改装工事を完了しリニューアルオープン。
  - 12月 - 釧路市立博物館から釧路コールマインを譲り受け、館内に展示。
- 2016年（平成28年）7月16日 - 現在地（旧・野母崎福祉保健センター）に移転を完了しリニューアルオープン。
  - 運営が長崎市に移る。展示スペースが2倍（180㎡）となる。入館料を設定。

## 交通アクセス
最寄りのバス停留所
- 長崎バス「運動公園前」 -  JR九州長崎駅前から30番系統（脇岬・樺島・岬木場行き）のバスに乗車

最寄りの幹線道路
- 国道499号

## 周辺
- 長崎市野母崎総合運動公園
  - 野母崎体育館
  - 野母崎水泳プール
- スイセンの里公園

## 参考資料
- 長崎新聞 2016年（平成28年）7月16日号 「新軍艦島資料館がオープン」